# Гордєєв Андрій Анатолійович
Андрій Анатолійович Гордєєв (нар. 13 червня 1983, с. Томина Балка , Білозерський район, Херсонська область) — український політик, народний депутат України VIII скликання, голова Херсонської обласної державної адміністрації (2016—2019).

## Освіта
У 2000 році закінчив Томинобалківську загальноосвітню середню школу I—III ступенів в с. Томина Балка Білозерського району Херсонської області.
У 2003 році закінчив Міжнародний університет бізнесу і права, юридичний факультет.
У 2007 році закінчив Міжнародний науково-технічний університет, юридичний факультет.
У 2009 році закінчив Київський національний економічний університет ім. В. Гетьмана, юридичний факультет.
У 2014 році закінчив Національну академію державного управління при Президентові України, факультет управління суспільним розвитком.

## Кар'єра
2003—2004 рр. — юрисконсульт ВАТ "Завод «Дельта»;
2004—2005 pp. — юрисконсульт ТОВ «Механічний завод»;
2005—2011 pp. — начальник юридичного відділу ТОВ «Механічний завод»;
2011—2012 pp. — директор ТОВ «Логістиктранссервіс»;
Помічник народних депутатів: Путілов Андрій Станіславович, 7 скликання — На платній основі.
Упродовж 27 листопада 2014 р. — 19 травня 2016 р. — народний депутат України (Блок Петра Порошенка).   
Відповідно до Указу Президента України від 28 квітня 2016 року за № 178/2016 призначений Головою Херсонської обласної державної адміністрації. Звільнений із посади 12 квітня 2019 року.    
Член Ради Херсонської обласної Громадської організації "Громадський рух «Відродження Херсона». Депутат Херсонської міської ради VI скликання (з 2012). Керівник ГС ХЕРСОНСЬКА ОБЛАСНА АСОЦІАЦІЯ ФУТБОЛУ (з 2017). Член ICC UKRAINE (2019). Адвокат (з 2019).

## Особисте життя
Одружений, має сина і 2 доньки. Нинішня дружина Марина Гордєєва (Чернишова) — голова фракції БПП у Херсонській обласній раді.

## Справа Гандзюк
Андрія Гордєєва, разом із Євгеном Рищуком та Владиславом Мангером називають замовниками вбивства активістки Катерини Гандзюк.
Під час засідання ТСК його прізвище називав батько Гандзюк у числі замовників. Гордєєв свою причетність до справи заперечує і вважає це політичним замовленням. Влітку 2019 року вдома у Гордєєва провели обшуки. 21 січня 2020 року СБУ провела в помешканні Гордєєва черговий обшук по справі Гандзюк, про що він сам повідомив у Facebook. За заявами адвокатів, причетність Гордєєва до справи Гандзюк не встановлена слідством.